# 奇亞爾蒂希山
16°4′48″S 68°24′30″W / 16.08000°S 68.40833°W
奇亞爾蒂希山（西班牙語：Ch'iyar T'ikhi），是玻利維亞的山峰，位於該國西部拉巴斯省的洛斯安地斯省，處於哈查科柳山西南面、卡拉托霍山以西、科爾克查塔山以北、泰皮庫丘山東北面，屬於安第斯山脈中玻利維亞瑞阿爾山脈的一部分，海拔高度5,092米。